# Mijo Beccaria
Pour les articles homonymes, voir Beccaria.
Mijo Beccaria, née Marie-Josèphe Denoix de Saint Marc le 4 novembre 1933 à Lyon et morte le 3 octobre 2024 à Paris, est une éditrice et femme de presse française.

## Biographie
Issue d’une famille bourgeoise périgourdine, Marie-Josèphe (qui troque dès l’enfance son prénom, qu’elle n’aime pas, contre celui de Mijo) est la fille d’un inspecteur d’assurances, dont le frère cadet est Hélie de Saint-Marc. Elle reçoit une éducation chrétienne à l’institution des Dames du Sacré-Cœur à Bordeaux, avant son entrée à la faculté des lettres de Bordeaux.
Secrétaire générale de la Jeunesse étudiante chrétienne (JEC) féminine entre 1953 et 1956, elle y rencontre Yves Beccaria, qu’elle épouse en juin 1956 et avec qui elle aura quatre enfants.
Elle est très liée à la Jeunesse agricole catholique, consultante à l’Institut de formation des cadres paysans jusqu’en 1965. 
Elle rejoint alors son mari à La Maison de la bonne presse, qui devient Bayard Presse en 1970.
En 1966, elle cofonde Pomme d'Api avec Anne-Marie de Besombes, après en avoir eu l'idée avec son mari Yves Beccaria.
Elle a également participé à la création d'autres magazines pour les enfants et les adolescents comme Okapi (en 1971), J'aime lire (en 1977), Astrapi (en 1978), Phosphore (en 1981) et  Popi.
En 1994, elle devient directrice générale du groupe Bayard, avant d’être nommée membre du directoire.
Elle a été aussi vice-présidente du conseil d’administration de la fondation Apprentis d’Auteuil, membre du comité consultatif en matière d’abus sexuels de la Conférence des évêques de France, et commandeur de la Légion d’honneur.

## Vie privée
Elle est la sœur de Renaud Denoix de Saint Marc, ancien secrétaire général du gouvernement, ancien vice-président du conseil d'État et ancien membre du Conseil constitutionnel
Elle est également la mère de l'éditeur Laurent Beccaria.

## Distinction
- 2019 : Commandeur de la Légion d'honneur[8]